# 阿里山鐵灰蝶
阿里山鐵灰蝶（学名：Teratozephyrus arisanus），又名阿里山長尾小灰蝶、阿里山長尾灰蝶、阿里鐵灰蝶，为灰蝶科鐵灰蝶屬下的一个种。其种加词“arisanus”意为“阿里山的”。

## 描述
本種為中型灰蝶，雌雄外型差異不明顯。體背褐色，腹部白色。頭部被毛，複眼具白色輪緣，雄蝶複眼密被毛，雌蝶較疏。觸角深褐色帶白環，下唇鬚白混深褐，向前漸細。足白色，跗節具褐色紋，雄蝶前足跗節癒合且尖，雌蝶不癒合。
前翅長17-19 mm，呈三角形，緣線弧形略凸；後翅葉狀，CuA2脈末端具絲狀尾突。翅背面褐色，前翅常見兩橙色斑，位於中室外側與M3室；後翅外緣有白色細線。翅腹面銀白色，中央具褐色線，後翅形成W形；中室端有褐色短條；亞外緣帶為細褐紋，前翅部分幾近消失；外緣亦帶模糊褐色紋。
後翅臀區與CuA1室各具黑斑及橙斑，形成眼狀紋。緣毛前翅褐色，後翅多為白色。雌蝶橙色斑與腹面斑紋多較雄蝶明顯。

## 分佈
分布於緬甸北部、華西、華中、華東及臺灣。臺灣主要分佈於本島中海拔山區。

## 棲地
棲息於常綠闊葉林，一年一世代，成蝶於夏季出現。幼蟲以殼斗科狹葉櫟新芽為食，冬季以卵態越冬，產於寄主植物枝條上。